# Gran Premio de Estados Unidos de Motociclismo de 1988
El Gran Premio de Estados Unidos de Motociclismo de 1988 fue la segunda prueba de la temporada 1988 del Campeonato Mundial de Motociclismo. El Gran Premio se disputó el 10 de abril de 1988 en el Circuito de Laguna Seca.

## Resultados 500cc
El nortamericano Eddie Lawson impuso su Yamaha por delante de las Honda de Wayne Gardner y Nial McKenzie. Lawson se convierte en el nuevo líder del mundial, con 35 puntos, por delante de Gardner, con 34, y Kevin Schwantz, con 31.
| Pos.     | Piloto                | Equipo                                   | Moto      | Tiempo      | Pts. |
| -------- | --------------------- | ---------------------------------------- | --------- | ----------- | ---- |
| 1        | Eddie Lawson          | Marlboro Yamaha Team Agostini            | Yamaha    | 1'00:48.075 | 20   |
| 2        | Wayne Gardner         | Rothmans Honda Team                      | Honda     | +7.539      | 17   |
| 3        | Niall Mackenzie       | Team HRC                                 | Honda     | +8.048      | 15   |
| 4        | Wayne Rainey          | Team Lucky Strike Roberts                | Yamaha    | +14.638     | 13   |
| 5        | Kevin Schwantz        | Suzuki Pepsi Cola                        | Suzuki    | +27.459     | 11   |
| 6        | Christian Sarron      | Sonauto Gauloises Blondes Yamaha Mobil 1 | Yamaha    | +1:19.207   | 10   |
| 7        | Ron Haslam            | Team ROC Elf Honda                       | Elf Honda | +1:30.230   | 9    |
| 8        | Didier de Radiguès    | Marlboro Yamaha Team Agostini            | Yamaha    | +1 Vuelta   | 8    |
| 9        | Rob McElnea           | Suzuki Pepsi Cola                        | Suzuki    | +1 Vuelta   | 7    |
| 10       | Mike Baldwin          | Racing Team Katayama                     | Honda     | +1 Vuelta   | 6    |
| 11       | Alessandro Valesi     | Team Iberia                              | Honda     | +1 Vuelta   | 5    |
| Ret      | Shunji Yatsushiro     | Rothmans Honda Team                      | Honda     | Ret         |      |
| Ret      | Raymond Roche         | Cagiva Corse                             | Cagiva    | Ret         |      |
| Ret      | Kevin Magee           | Team Lucky Strike Roberts                | Yamaha    | Ret         |      |
| Ret      | John Long             |                                          | Yamaha    | Ret         |      |
| Ret      | Marco Gentile         | Fior Marlboro                            | Fior      | Ret         |      |
| Ret      | Pierfrancesco Chili   | HB Honda Gallina Team                    | Honda     | Ret         |      |
| Ret      | Eugene Brown          |                                          | Suzuki    | Ret         |      |
| DNS      | Patrick Igoa          | Sonauto Gauloises Blondes Yamaha Mobil 1 | Yamaha    | DNS         |      |
| DNS      | Randy Mamola          | Cagiva Corse                             | Cagiva    | DNS         |      |
| DNS      | William Knott         |                                          | Suzuki    | DNS         |      |
| DNS      | Russell Bigley        |                                          | Yamaha    | DNS         |      |
| DNQ      | Larry Moreno Vacondio |                                          | Suzuki    | DNQ         |      |
| DNQ      | Tony Carey            |                                          | Suzuki    | DNQ         |      |
| DNQ      | Jim Poet              |                                          | Suzuki    | DNQ         |      |
| DNQ      | Fabio Barchitta       | Racing Team Katayama                     | Honda     | DNQ         |      |
| DNQ      | Vincenzo Cascino      |                                          | Honda     | DNQ         |      |
| DNQ      | Scott Gray            |                                          | Suzuki    | DNQ         |      |
| DNQ      | Freddie Spencer       |                                          | Honda     | DNQ         |      |
| DNQ      | David Busby           |                                          | Suzuki    | DNQ         |      |
| Sources: |                       |                                          |           |             |      |

## Resultados 250cc
El español Sito Pons se convierte en el nuevo líder del Mundial después de quedar segundo en este Gran Premio por detrás de Jim Filice, que debuta en el Mundial con victoria. El francés Dominique Sarron completó el podio.
| Pos. | Piloto               | Moto       | Tiempo     | Pts. |  |
| ---- | -------------------- | ---------- | ---------- | ---- |  |
| 1    | Jim Filice           | Honda      | 48:22.540  | 20   |  |
| 2    | Sito Pons            | Honda      | +9.840     | 17   |  |
| 3    | Dominique Sarron     | Honda      | +21.690    | 15   |  |
| 4    | John Kocinski        | Yamaha     | +25.330    | 13   |  |
| 5    | Bubba Shobert        | Honda      | +30.570    | 11   |  |
| 6    | Luca Cadalora        | Yamaha     | +33.230    | 10   |  |
| 7    | Jacques Cornu        | Honda      | +37.720    | 9    |  |
| 8    | Anton Mang           | Honda      | +38.030    | 8    |  |
| 9    | Reinhold Roth        | Honda      | +51.750    | 7    |  |
| 10   | Juan Garriga         | Yamaha     | +55.010    | 6    |  |
| 11   | Bruno Casanova       | Aprilia    | +57.010    | 5    |  |
| 12   | Loris Reggiani       | Aprilia    | +1:01.740  | 4    |  |
| 13   | Jean-Philippe Ruggia | Yamaha     | +1:09.430  | 3    |  |
| 14   | August Auinger       | Aprilia    | +1:09.760  | 2    |  |
| 15   | Alan Carter          | Yamaha     | +1:13.830  | 1    |  |
| 16   | Randy Renfrow        | Honda      | +1:25.900  |      |  |
| 17   | Martin Wimmer        | Yamaha     | +1:26.230  |      |  |
| 18   | Donnie McLeod        | EMC-Rotax  | +1:30.570  |      |  |
| 19   | Don Greene           | Honda      | +1 Vuelta  |      |  |
| 20   | Jean-Michel Mattioli | Yamaha     | +1 Vuelta  |      |  |
| 21   | Helmut Bradl         | Honda      | +1 Vuelta  |      |  |
| 22   | Thomas Stevens       | Yamaha     | +1 Vuelta  |      |  |
| 23   | Richard Oliver       | Yamaha     | +1 Vuelta  |      |  |
| 24   | René Delaby          | Yamaha     | +1 Vuelta  |      |  |
| 25   | Doug Brauneck        | Yamaha     | +1 Vuelta  |      |  |
| 26   | Jonathan Cornwell    | Rotax      | +1 Vuelta  |      |  |
| 27   | Luis Lavado          | Yamaha     | +5 Vueltas |      |  |
| Ret  | Jean-François Baldé  | Defi-Rotax | Ret        |      |  |
| Ret  | Alberto Puig         | Honda      | Ret        |      |  |
| Ret  | Urs Luzi             | Honda      | Ret        |      |  |
| Ret  | Paolo Casoli         | Garelli    | Ret        |      |  |
| Ret  | Carlos Cardús        | Honda      | Ret        |      |  |
| Ret  | Harald Eckl          | Aprilia    | Ret        |      |  |
| Ret  | Carlos Lavado        | Yamaha     | Ret        |      |  |
| Ret  | Andrew Leisner       | Aprilia    | Ret        |      |  |
| Ret  | Richard Moore        | Yamaha     | Ret        |      |  |